# Wyspa Coatsa
Wyspa Coatsa (ang. Coats Island) – kanadyjska wyspa położona w północnej części Zatoki Hudsona. Jej powierzchnia wynosi 5498 km².
Na wyspie znajdują się pozostałości osadnictwa ludu Sadlermiut reprezentujących kulturę Dorset.
Od 1920 wyspa jest rezerwatem reniferów. Na wyspie gniazduje również duża populacja nurzyków polarnych.